# Korbo
Korbo je celostátní setkání českých skautů a skautek starších patnácti let – roverů a rangers. Akci pořádá Junák – český skaut. Jedná se o akci založenou na svobodě a zodpovědnosti. Skautům a skautkám starším 15 let nabízí připravené místo a prostor se realizovat; není připraven žádný organizovaný program. Formát akce je inspirovaný festivalem Burning Man, který se koná v americké Nevadě.

## Historie Korba
Historie akce Korbo se začala psát na přelomu let 2015 a 2016. Členové Junáka po skončení Obroku 2015 v Liberci řadu měsíců diskutovali nad formátem akce a nad tím, jak má Obrok v budoucnu vypadat. Velká část skautů a skautek chtěla zanechat současný formát, skupina lidí kolem vysokoškolského roverského kmene Skrypta navrhla, aby se Obrok 2017 podobal festivalu Burning Man a program vytvářeli sami účastníci. Výkonná rada Junáka se však během května 2016 přiklonila ke klasickému formátu akce. Tvůrci Korba se rozhodli, že formát akce vyzkouší a uspořádají ho i tak.
Více „punková“ verze Obroku pod názvem Korbo-mini se poprvé uskutečnila v září 2016 ve skanzenu Villa Nova nedaleko Uhřínova v Orlických horách. Od druhého ročníku nese akce pouze název Korbo.
Koncept původně vznikl jako projekt Obroku 2017. Projekt vybrán nebyl, organizátoři se rozhodli uspořádat akci, která měla ukázat, zda je tento model roverské akce životaschopný. KorboMini 2016, který otestovalo 200 lidí, ukázal, že roveři a rangers dokážou pro sebe připravit plnohodnotný program. Celkem se na akci uskutečnilo sedmdesát aktivit, účastníci se zapojili i do práce ve skanzenu.
Na druhý ročník Korba přijelo v září 2017 do archeoskanzenu Země Keltů u Nasavrk zhruba čtyři sta skautů a skautek. Ti dohromady pro sebe připravili přes sto různých aktivit – hrály se hry na louce, uskutečnila se řada debat, večer byly promítány filmy či se hrálo u ohně. Účastníci pomáhali ve skanzenu, mohli se ohřát v indiánské sauně, zajít si na dobrou kávu nebo na občerstvení do čajovny.
Třetí ročník Korba se konal v září 2018 v postapokalyptickém areálu Junk-Town, který se nachází v bývalé raketové vojenské základně v Bratronicích. Přijelo šest stovek skautů a skautek z celé republiky. Účastnicíci si postavili několik food-houses, mezi kterými nechyběla Banánová chýše, palačinkárna či veganský koutek. Program byl rozličný a skládal se z nejrůznějších her, aktivit i přednášek - například budoucnosti světa, vzdělávacích kurzech, o leteckém skautingu, Obroku, výrobě sushi i z veganství.  
Čtvrté Korbo se po divokém ročníku v Bratronicích  vrátilo v září 2019 zpět do archeoskanzenu Nasavrky. Přijelo sem tisíc skautů a skautek z celé republiky, a uskutečnily se desítky nejrůznějších programů. V roce 2020 bylo Korbo kvůli globální pandemii nemoci Covid-19 zrušena, akce se konala poté až v roce 2021 a to u lomu Srní v Hlinsku v Pardubickém kraji. Na stejném místě se Korbo uskutečnilo i v roce 2021. V roce 2022 se Korbo vrátilo opět do archeoskanzenu Nasavrky, v roce 2023 pak Korbo míří na hranici Česka a Polska do archeoskanzenu Curia Vítkov nedaleko Chrastavy.
V letech 2024 a 2025 bylo Korbo organizováno na Bojišti v Trutnově pouze pro skauty a skautky starší 18 let.

## Program Korba
Korbo nenabízí organizátory chystaný program ani předem přihlášený servis tým. Korbo naopak nabízí připravený prostor, vodu, záchody, základní zázemí (starat se o něj ale už musí všichni), systém pro předávání informací a nabízení aktivit ostatním (ještě před akcí), možnost předem financovat aktivity, které to vyžadují a spoustu prostoru k realizaci.

## Seznam ročníků Korba
| Ročník | Název akce | Rok  | Kraj                 | Místo                                   | Datum               | Počet účastníků |
| ------ | ---------- | ---- | -------------------- | --------------------------------------- | ------------------- | --------------- |
| 1.     | Korbo-Mini | 2016 | Kraj Vysočina        | archeologické muzeum Villa Nova, Liberk | 23.–25. 9. 2016     | 200             |
| 2.     | Korbo      | 2017 | Pardubický kraj      | archeoskanzen Nasavrky                  | 27. 9 – 1. 10. 2017 | 400             |
| 3.     | Korbo      | 2018 | Středočeský kraj     | bývalá raketová základna Bratronice     | 26.–30. 9. 2018     | 600             |
| 4.     | Korbo      | 2019 | Pardubický kraj      | archeoskanzen Nasavrky                  | 19.–22. 9. 2019     | 1 000           |
| ---    | Korbo      | 2020 | Pardubický kraj      | Lom Srní                                | 24.–27. 9. 2020     | ---             |
| 5.     | Korbo      | 2021 | Pardubický kraj      | Lom Srní                                | 23.–26. 9. 2021     | 800             |
| 6.     | Korbo      | 2022 | Pardubický kraj      | archeoskanzen Nasavrky                  | 14.–18. 9. 2022     | 600             |
| 7.     | Korbo      | 2023 | Liberecký kraj       | archeoskanzen Curia Vítkov, Chrastava   | 20.–24. 9. 2023     | 600             |
| 8.     | Korbo      | 2024 | Královéhradecký kraj | Trutnov, Bojiště                        | 25.–29. 9. 2024     | 150             |
| 9.     | Korbo      | 2025 | Královéhradecký kraj | Trutnov, Bojiště                        | 17.–21. 9. 2025     |                 |